# 1992 en Ontario
Chronologie de l'Ontario
- 1988
- 1989
- 1990
- 1991
- 1992
- 1993
- 1994
- 1995
- 1996

Cette page concerne des événements d'actualité qui se sont produits durant l'année 1992 dans la province canadienne de l'Ontario.

## Politique
- Premier ministre : Bob Rae du parti néo-démocrate de l'Ontario
- Chef de l'Opposition :
- Lieutenant-gouverneur : Hal Jackman (en)
- Législature :

## Événements

### Avril
- Du 16 au 19 avril : enlèvement et meurtre de Kristen French (en).

### Octobre
- 24 octobre : les Blue Jays de Toronto remporte la Série mondiale. C'est la première fois qu'une équipe non-américaines réussit cet exploit.

### Novembre
- 29 novembre : les Stampeders de Calgary remporte la Coupe Grey du 80e (en), défaisant les Blue Bombers de Winnipeg au Centre Rogers à Toronto.

## Naissances
- 1er janvier : Freddie Hamilton, joueur de hockey sur glace.

## Décès
- 1er février : Gary Lautens (en), humoriste (° 3 novembre 1928).
- 3 mars : Robert Beatty, acteur (° 19 octobre 1909).
- 9 mai : James Allan (en), député provincial de Haldimand—Norfolk (1951-1975) (° 13 novembre 1894).
- 5 juillet : Pauline Jewett, députée fédérale de Northumberland (1962-1965) et New Westminster—Coquitlam (1979-1988) (° 11 décembre 1922).
- 24 juillet : Sam Berger, homme d'affaires et joueur de football (° 1er janvier 1900).
- 30 juillet : Joe Shuster, créateur du personnage de bande dessinée Superman (° 10 juillet 1914).
- 14 septembre : Paul Joseph James Martin, député fédéral d'Essex-Est (1935-1968) et sénateur (° 23 juin 1903).
- 27 septembre : Hugh Llewellyn Keenleyside (en), ambassadeur du Mexique (1944-1947) et 6e Commissaire des Territoires du Nord-Ouest (1947-1950) (° 7 juillet 1898).
- 4 novembre : George Klein (en), inventeur (° 15 août 1904).
- 14 novembre : Greg Curnoe, peintre (° 19 novembre 1936).